# Pemphigus vesicarius
Pemphigus vesicarius är en insektsart. Pemphigus vesicarius ingår i släktet Pemphigus och familjen långrörsbladlöss. Inga underarter finns listade i Catalogue of Life.